# إيرنيستو ميراندا
إيرنيستو ميراندا (بالإنجليزية: Ernesto Miranda) هو جندي أمريكي، ولد في 9 مارس 1941 في ميسا في الولايات المتحدة، وتوفي في 31 يناير 1976 في فينيكس في الولايات المتحدة.

## وصلات خارجية
- إيرنيستو ميراندا على موقع الموسوعة البريطانية (الإنجليزية)
- إيرنيستو ميراندا على موقع إن إن دي بي (الإنجليزية)